# Gran Fuente Prismática

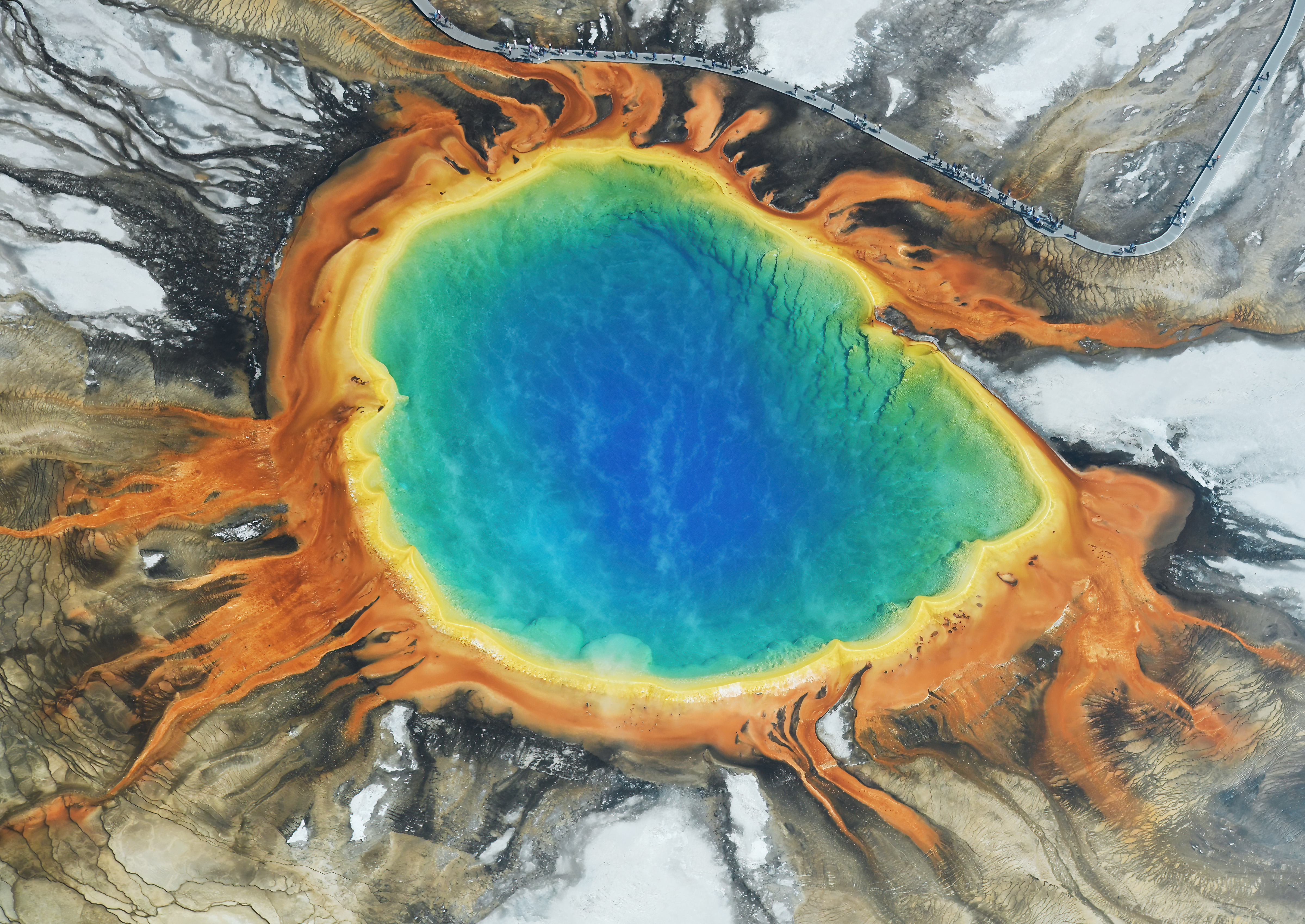
Imagen aérea de la Gran Fuente Prismática en el parque nacional Yellowstone, Wyoming.

La Gran Fuente Prismática, o también conocida en inglés como 'Grand Prismatic Spring', en el parque nacional Yellowstone es la mayor fuente  de aguas termales en los Estados Unidos, y la tercera más grande del mundo, detrás del lago Frying Pan en Nueva Zelanda y del lago Boiling en Dominica. Se encuentra en la cuenca del Midway Geyser en el estado de Wyoming.

## Historia
Los primeros registros de la fuente prismática datan de los primeros exploradores europeos. En 1839, un grupo de cazadores de pieles de la American Fur Company cruzó la cuenca de Midway Geyser y registró un "lago hirviente", muy probablemente refiriéndose la Gran Fuente Prismática, con un diámetro de 90 metros. En 1870, la Expedición Washburn-Langford-Doane visitó las aguas termales y señaló un géiser cercano de 15 metros (más tarde llamado Excelsior).

## Colores
Los colores vivos en la fuente prismática son el resultado de bacterias pigmentadas en las biopelículas que crecen alrededor de los bordes de las aguas ricas en minerales. La bacteria produce colores que van del verde al rojo. 
El color azul profundo del agua en el centro de la fuente es resultado del color intrínseco azul del agua, consecuencia de la absorción selectiva del agua de longitudes de onda de luz roja visible. Aunque este efecto es responsable de hacer todos los grandes cuerpos de agua azul, este es particularmente intenso en la Gran Fuente Prismática debido a la gran pureza y la profundidad del agua en el medio de la fuente.

## Estructura física
La superficie de la fuente prismática es de aproximadamente 80 metros por 90 metros, y tiene 50 metros de profundidad. Las descargas de las aguas termales se estima en 560 galones estadounidenses (2100 litros) de agua a 160 °F (70 °C) por minuto.

## Galería

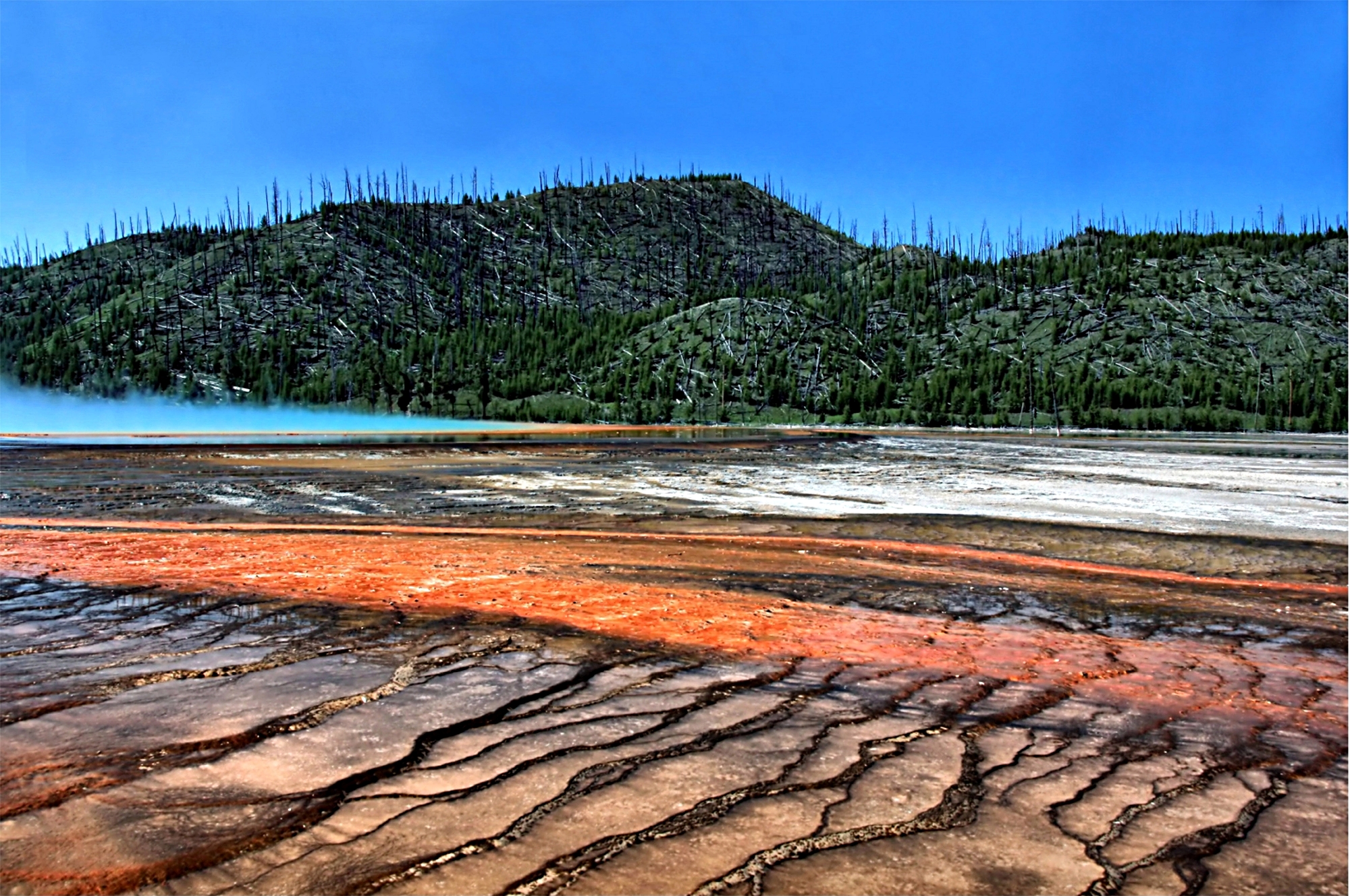
Gran Fuente Prismática
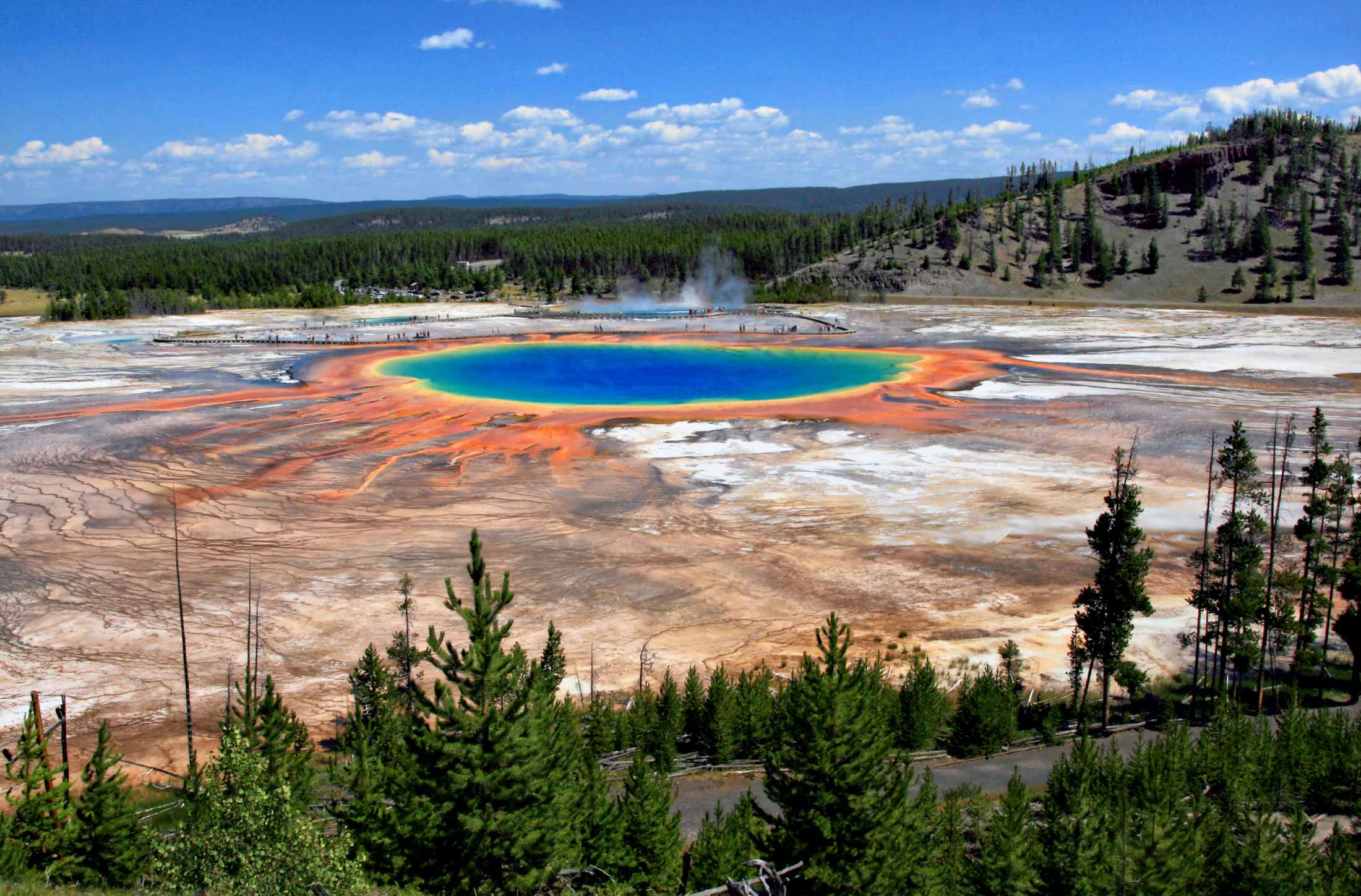
Gran Fuente Prismática y Cuenca Midway Geyser